# Hervé Pierre

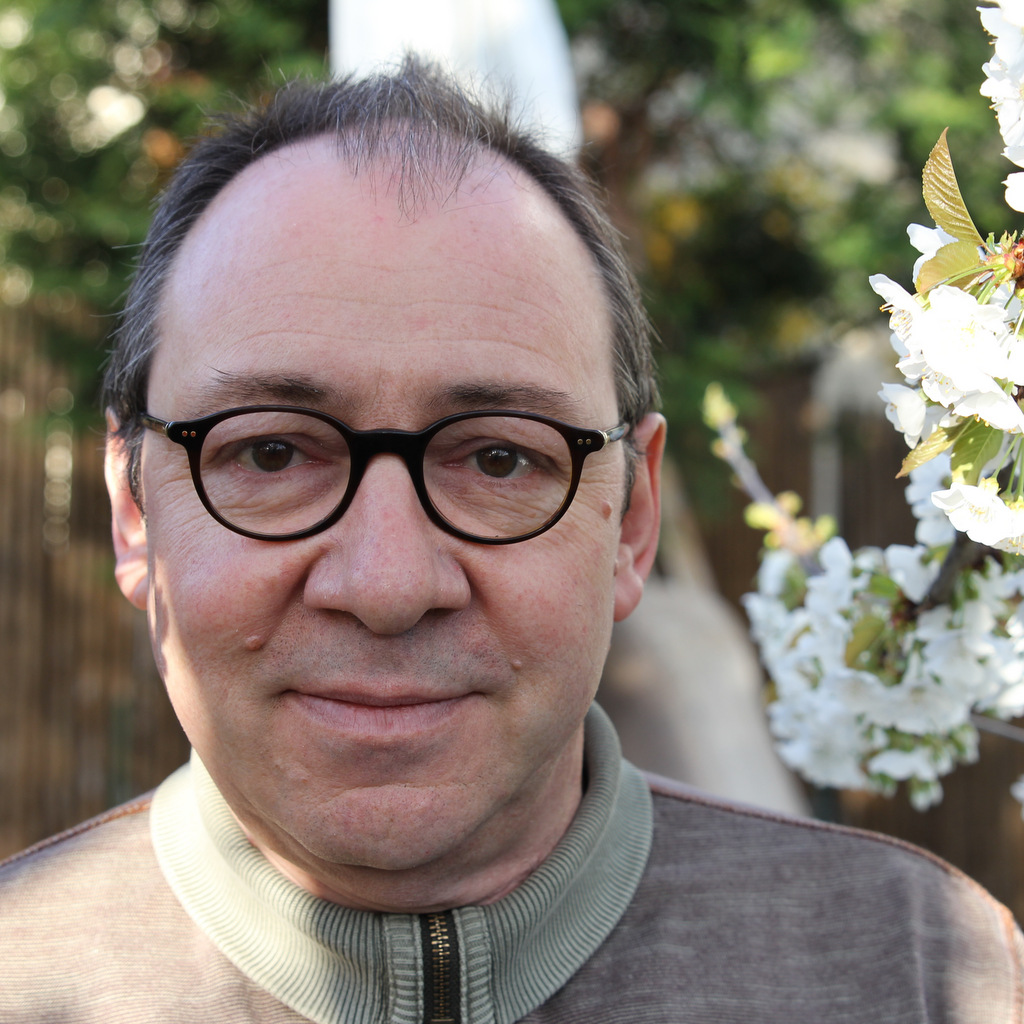
Hervé Pierre (2012)

Hervé Pierre (* 22. April 1955 in Les Fins, Doubs) ist ein französischer Theater- und Filmschauspieler. Er war von 2007 bis 2022 Mitglied der Comédie-Française und erlangte internationale Bekanntheit durch seine Rolle als Hubert Pellegrini in der Netflix-Serie Lupin.

## Leben und Ausbildung
Pierre wuchs in der Franche-Comté auf. Er besuchte von 1974 bis 1977 die École du Théâtre national de Strasbourg. 1977 gründete er mit Kommilitonen das »Théâtre du Troc« und leitete es bis 1981.

## Theaterkarriere
Am 1. Februar 2007 wurde er »pensionnaire« der Comédie-Française; am 1. Januar 2011 folgte die Beförderung zum »Sociétaire«. Bis Dezember 2022 war er Mitglied der Truppe. Für seine Rolle in »La Grande Magie« (Regie: Dan Jemmett) gewann er im Jahr 2009 den Preis des Syndicat professionnel de la critique als bester Schauspieler. Er spielte unter anderem in Werken von Ibsen, Brecht, Shakespeare, Racine und Molière und inszenierte u. a. Stücke von Melville, Pessoa und Gainsbourg.

## Film und Fernsehen
Neben seiner Theaterarbeit wirkte er in vielen Film- und Fernsehproduktionen mit (Auswahl):
- 1998: Lautrec – Zidler
- 2006: Paris, je t’aime – Arzt (Segment »Montmartre«)
- 2019: Intrige (französisch: J’accuse) – Charles‑Arthur Gonse
- 2021: Benedetta – Paolo Ricordati
- 2022: Maigret – Dr. Paul (TV-Film)
- seit 2021: Lupin (Netflix) – Hubert Pellegrini

## Auszeichnungen
- 2009: Preis für den besten Schauspieler des Syndicat professionel de la critique[2]
- 2011: Chevalier des Arts et des Lettres[1]
- 2014: Chevalier der Légion d’honneur[1]

## Persönliches
Er ist verheiratet mit der Schauspielerin Clotilde Mollet und Vater von zwei Kindern.

## Filmografie (Auswahl)
| Jahr  | Titel              | Rolle                | Medium       |
| ----- | ------------------ | -------------------- | ------------ |
| 1998  | Lautrec            | Zidler               | Kinofilm     |
| 2006  | Paris, je t’aime   | Arzt                 | Kinofilm     |
| 2019  | Intrige (J’accuse) | Charles‑Arthur Gonse | Kinofilm     |
| 2021  | Benedetta          | Paolo Ricordati      | Kinofilm     |
| 2021– | Lupin              | Hubert Pellegrini    | Fernsehserie |
| 2022  | Maigret            | Dr. Paul             | TV-Film      |